# Troubadour
Troubador es el segundo álbum del rapero somalí K'naan, lanzado el 24 de febrero de 2009. El álbum cuenta con contribuciones de Chubb Rock, Damian Marley, Adam Levine, Kirk Hammet, Mos Def y Chali 2na. También posee un Bonus Track en los que se incluyen más temas, dependiendo la productora. Por ejemplo, en la versión del CD para Sudamérica, se encuentran temas como "Does It Really Matter" o Wavin' Flag cantada junto David Bisbal.

## Lista de canciones
1. T.I.A. - 3:39
2. ABC's (con Chubb Rock) - 3:10
3. Dreamer - 4:32
4. I come Prepared (con Damian Marley) - 4:09
5. Bang Bang (con Adam Levine) - 3:07
6. If Rap Get Jealous (con Kirk Hammet) - 3:40
7. Wavin' Flag - 3:41
8. Somalia - 3:34
9. America (con Mos Def y Chali 2na) – 4:46
10. Fatima - 5:02
11. Fire in Freetown - 4:37
12. Take a Minute - 4:07
13. 15 Minutes Away - 4:56
14. People Like me - 6:17

### Pistas adicionales (Norteamérica)
1. Does It Really Matter - 3:54
2. Biscuit - 3:49

### Pistas adicionales (Sudamérica)
1. Does It Really Matter - 3:54
2. Wavin' Flag Celebration Mix - 3:32
3. Wavin' Flag Celebration Mix Spanish (con David Bisbal) – 3:52

## Como banda sonora
La canción "ABC's", cantada junto a Chubb Rock, es usada en el videojuego Madden NFL 09 de EA Sports y "Dreamer" para las publicidades del mismo. Esta última también por ESPN durante el torneo internacional UConn-Kentucky de básquetbol el 9 de diciembre de 2009. "I come preapared", cantada junto a Damian Marley, forma parte de la banda sonora de Fight Night Round 4 de EA Sports. "Wavin' Flag" se encuentra disponible en el videojuego NBA 2K10 y Coca Cola la seleccionó como canción oficial para sus publicidades referidas a la Copa Mundial de Fútbol de 2010 en Sudáfrica y fue doblada a más de 10 idiomas con este motivo. "Bang Bang", la cual es cantada junto a Adam Levine es utilizada en The Karate Kid en el año 2010.

## Ventas
En Estados Unidos, se vendieron más de 15.000 copias en su primera semana y debutó en el puesto #32 de Billboard 200. En Estados Unidos se vendieron aproximadamente 44.000 copias hasta julio de 2009, mientras que en Canadá, más de 15.000 copias en diciembre de 2009.

## Posiciones
| Listas (2009)                         | Posición |
| ------------------------------------- | -------- |
| U.S. Billboard 200                    | 32       |
| U.S. Billboard Top R&B/Hip-Hop Albums | 33       |
| U.S. Billboard Top Rap Albums         | 12       |
| Canadian Albums Chart                 | 7        |
| AMPROFON                              | 67       |